# Samir Sellami
Samir Sellami, né le 13 juillet 1977 à Sfax, est un joueur tunisien de volley-ball. Il mesure 1,95 m et joue en tant que passeur.
Il a pris part aux Jeux olympiques d'été de 2004 avec l'équipe de Tunisie.

## Clubs
- 1986-201.. : Club sportif sfaxien ( Tunisie)
  - 2009 : Al-Arabi Sports Club ( Qatar)
  - 2010-2011 : Ahly Benghazi S.C. ( Libye)

## Palmarès

### Équipe nationale
- Jeux olympiques
  - 11e aux Jeux olympiques de 2004 ( Grèce)
- Championnat d'Afrique (1)
  -  Vainqueur en 2003 ( Égypte)
  -  Finaliste en 2007 ( Afrique du Sud)
  -  Finaliste en 2013 ( Tunisie)
- Championnat arabe (1)
  -  Vainqueur en 1996 ( Égypte)
- Championnat du monde
  - 19e en 2002 ( Argentine)
  - 15e (deuxième tour) en 2006 ( Japon)
- Coupe du monde
  - 11e en 2003 ( Japon)
- Jeux méditerranéens
  -  Médaille d'argent aux Jeux méditerranéens de 2001 ( Tunisie)
  -  Médaille d'argent aux Jeux méditerranéens de 2013 ( Turquie)
- Jeux africains
  -  Médaille d'argent aux Jeux africains de 2007 ( Algérie)

### Clubs
- Championnat du monde des clubs
  - 5e en 2013 ( Brésil)
  - 5e en 2009 ( Qatar)
- Championnat d'Afrique des clubs champions (3)
  -  Vainqueur en 1999 ( Tunisie)
  -  Vainqueur en 2005 ( Bénin)
  -  Vainqueur en 2013 ( Libye)
  -  Finaliste en 2000 ( Tunisie)
  -  Finaliste en 2001 ( Tunisie)
  -  Finaliste en 2006 ( Afrique du Sud)
  -  Troisième en 2010 ( Tunisie)
- Coupe arabe des clubs champions (4)
  -  Vainqueur en 1999 ( Maroc)
  -  Vainqueur en 2000 ( Tunisie)
  -  Vainqueur en 2008 ( Libye)
  -  Vainqueur en 2013 ( Liban)
  -  Finaliste en 2011 ( Arabie saoudite)
- Championnat de Tunisie (4)
  -  Vainqueur en 2004, 2005, 2009 et 2013
- Coupe de Tunisie (5)
  -  Vainqueur en 2002, 2005, 2009, 2012 et 2013

### Autres
- Vainqueur du Tournoi international de Bani Yas en 2011 et 2012 ( Émirats arabes unis)